# Орлув (Шидловецький повіт)
Орлув (пол. Orłów) — село в Польщі, у гміні Ястшомб Шидловецького повіту Мазовецького воєводства.
Населення — 235 осіб (2011).
У 1975-1998 роках село належало до Радомського воєводства.

## Демографія
Демографічна структура станом на 31 березня 2011 року:
|          | Загалом | Допрацездатний вік | Працездатний вік | Постпрацездатний вік |
| -------- | ------- | ------------------ | ---------------- | -------------------- |
| Чоловіки | 109     | 32                 | 66               | 11                   |
| Жінки    | 126     | 35                 | 67               | 24                   |
| Разом    | 235     | 67                 | 133              | 35                   |